# PCWorld
PC World (cách điệu thành PCWorld) là một tạp chí máy tính toàn cầu được Tập đoàn Dữ liệu Quốc tế (IDG) xuất bản hàng tháng. Kể từ năm 2013, tạp chí chỉ xuất bản ấn phẩm trực tuyến.
PC World thường đưa ra lời khuyên về các khía cạnh khác nhau của máy tính cá nhân và các mặt hàng liên quan, Internet, và các sản phẩm và dịch vụ cá nhân-công nghệ khác. Trong mỗi số, PC World đánh giá và kiểm tra phần cứng và các sản phẩm phần mềm từ nhiều nhà sản xuất, cũng như các thiết bị liên quan đến công nghệ khác như máy quay phim và chụp ảnh, thiết bị âm thanh và TV.
Tổng biên tập hiện tại của PC World là Jon Phillips, trước đây là của Wired. Vào tháng 8 năm 2012, ông thay thế Steve Fox, người từng là trưởng nhóm biên tập kể từ số tháng 12 năm 2008 của tạp chí. Fox còn thay thế tổng biên tập kỳ cựu của tạp chí là Harry McCracken, người đã từ chức vào mùa xuân đó, sau một số lần trắc trở, bao gồm cả nghỉ việc và được thuê lại về các vấn đề kiểm soát việc biên tập vào năm 2007.
PC World được xuất bản dưới tên khác như PC Advisor và PC Welt ở một số nước. Tên gọi của công ty PC World là IDG Consumer & SMB có trụ sở tại San Francisco. Một số trang web không phải bằng tiếng Anh PC World hiện chuyển hướng sang các trang IDG khác; ví dụ: PCWorld.dk (Đan Mạch) hiện là Computerworld.dk.

## Lịch sử
Ấn phẩm đã được công bố tại triển lãm COMDEX vào tháng 11 năm 1982, và lần đầu tiên xuất hiện trên các quầy báo vào tháng 3 năm 1983; Felix Dennis đã góp phần dựng nên Personal Computer World mà về sau được bán lại cho VNU, và thành lập MacUser mà ông bán cho Nhà xuất bản Ziff Davis Publishing vào giữa thập niên tám mươi. PC Magazine còn được Ziff Davis mua lại. Tạp chí này do David Bunnell và Cheryl Woodard thành lập, và tổng biên tập đầu tiên là Andrew Fluegelman.
Tạp chí và trang web của PC World đã giành được một số giải thưởng từ Folio, American Society of Business Publication Editors (Hiệp hội Biên tập viên Xuất bản Kinh doanh Mỹ), MIN, Western Publications Association (Hiệp hội Xuất bản phương Tây) và các tổ chức khác; nó cũng là một trong số ít các tạp chí công nghệ đã lọt vào vòng chung kết Giải thưởng Tạp chí Quốc gia. Nhiều cây bút nổi tiếng đã góp phần cho PC World, bao gồm Steve Bass, Daniel Tynan, Christina Wood, Stephen Manes, Lincoln Spector, Stewart Alsop, David Coursey, James A. Martin và những người khác. Biên tập viên bao gồm Harry Miller, Richard Landry, Eric Knorr, Phil Lemmons, Cathryn Baskin, Kevin McKean và Harry McCracken.
Năm 2005, chương trình Digital Duo đã gần đổi mới thương hiệu, tái khởi động thành PC World's Digital Duo và phát sóng thêm 26 tập phim nữa. Đến năm 2006, căn cứ vào bảng xếp hạng bình chọn PC World gồm khoảng 750.000 người khiến nó trở thành tạp chí máy tính lớn nhất lưu hành trên thế giới.
Ngày 10 tháng 7 năm 2013 chủ sở hữu IDG đã công bố tạp chí sẽ ngừng in sau 30 năm hoạt động của mình. Số tháng 8 năm 2013 là bản in giấy cuối cùng của tạp chí PC World và các số trong tương lai chỉ là phiên bản kỹ thuật số.

## Quốc gia
Trụ sở đặt tại San Francisco, ấn bản gốc của PC World được xuất bản tại Mỹ thế nhưng nó cũng có mặt tại các quốc gia khác (51 nước trong tổng số), đôi khi dưới một cái tên khác nhau:
- PC World tại Albania, Úc, Bangladesh, Bulgaria, Brasil, Đan Mạch, Hy Lạp, Hungary, Ấn Độ (từ tháng 7 năm 2006), Ý, Kosovo, New Zealand, Na Uy, Peru, Philippines, Ba Lan, Tây Ban Nha, România, Thổ Nhĩ Kỳ, Việt Nam, Ecuador.
- PC Advisor tại Ireland và Vương quốc Liên hiệp Anh và Bắc Ireland. (Một tạp chí khác hiện giờ đã bị đình bản gọi là Personal Computer World và một nhà bán lẻ PC World —cả hai đều có liên quan đến tạp chí PC World —vẫn còn tồn tại hoặc tồn tại ở những thị trường này.)
- PC Welt, là ấn bản tiếng Đức.
- Info Komputer, là ấn bản tiếng Indonesia.
- Kompiuterija, là ấn bản tiếng Litva.
- Thế giới Vi Tính, là ấn bản tiếng Việt (còn gọi là PC World Vietnam).
- Computer!Totaal, là ấn bản tiếng Hà Lan
- Mikro - PC World, là ấn bản tiếng Serbia

## Tranh cãi
Vào tháng 5 năm 2007, McCracken từ chức đột ngột trong những tình huống gây tranh cãi. Theo các nguồn tin được trích dẫn trong Wired, McCracken bỏ đi đột ngột vì CEO mới của PC World, Colin Crawford đã cố gắng xóa bỏ một câu chuyện không thuận lợi về Apple và Steve Jobs. Crawford phản ứng lại, đã gọi bài tường thuật của phương tiện truyền thông về việc từ chức của McCracken là "không chính xác". CNET sau đó tường thuật là McCracken có nói với đồng nghiệp rằng IDG "đã ép ông phải tránh những câu chuyện nhằm chỉ trích các nhà quảng cáo lớn."
Ngày 9 tháng 5, Crawford đã được chuyển giao cho bộ phận khác và McCracken trở lại PC World cho đến khi ra đi năm 2008.